# Zakojca
Zakojca – wieś w Słowenii, w gminie Cerkno. W 2018 roku liczyła 46 mieszkańców.